# Ronja Røverdatter
 For alternative betydninger, se Ronja Røverdatter (flertydig). (Se også artikler, som begynder med Ronja Røverdatter)
Ronja Røverdatter (svensk: Ronja Rövardotter) er en roman fra 1981 af den kendte svenske forfatter Astrid Lindgren. Romanen blev filmatiseret i 1984 med Tage Danielsson som instruktør og Hanna Zetterberg i hovedrollen som Ronja. Der er efterfølgende blevet lavet en musical i 1991 og en animeserie i 2014.

## Handling
Romanen handler om pigen Ronja, som vokser op blandt en røverbande, der holder til i en borg i skovene et sted i Skandinavien i den tidlige middelalder. Hun er røverhøvdingen Mattis' eneste barn og forventes at overtage ledelsen af banden en dag. Deres borg, Mattisborgen, blev splittet i to af lynet, den nat Ronja blev født. Snart efter slår en anden røverbande ledet af Borka sig imidlertid ned på den anden side, hvilket giver anledning til mange stridigheder. En dag møder Ronja drengen Birk, der er Borkas eneste søn, ved spalten mellem de to dele af slottet. Han er det eneste andet barn, hun nogensinde har mødt, og derfor er hun ked af, at han er en Borka. Han udfordrer hende til en leg, hvor de hopper over spalten, og som først slutter, da han næsten falder ned. Ronja redder ham, og Birk føler sig knyttet til hende.
Den efterfølgende vinter er lang og kold, og selvom Mattis' røvere har det godt, så sulter deres modstandere på den anden side. Ronja bringer mad til Birk gennem en hemmelig passage. De bliver nære venner, men ved, at de ikke kan fortælle deres familier det. Senere det år redder Birk Ronja fra at blive taget til fange af hekse, men ender selv med at blive fanget af Mattis. Ronja overgiver sig selv til Borka, så de to børn må udveksles, men det fører til, at hun falder i unåde hos sin far, der nægter at anerkende hende som sin datter. Birk og Ronja stikker derefter af ud i skoven. Til slut opgiver deres familier stridighederne, og alle bliver genforenede.

## Film
I 1984 blev romanen omsat til en svensk spillefilm instrueret af Tage Danielsson og med manuskript af Astrid Lindgren selv. Filmen blev en stor succes, idet den blev den bedst sælgende film i Sverige i 1984, med over 1,5 mio. solgte billetter.
Ved Berlin International Film Festival i 1985 vandt filmen en sølvbjørn.

## Musical og teater
I 1991 blev romanen omsat til en dansk musical med tekst og musik af Sebastian og med premiere på Det Danske Teater. Den er efterfølgende opført flere gange.
I 1994 blev romanen omsat til en tysk musical med titlen Ronja Räubertochter. Musicalen er skrevet af Axel Bergstedt og omfatter orkester, band og mere end hundrede personer på scenen.
Et tysk teaterstykke blev opført i Balver Höhle i 1993 og 2004 af deres instruktør Ralf Linke og i Oberkirch (Baden) i 2006. Manuskriptet er skrevet af Barbara Hass.

## Anime
En animeserie i 26 afsnit lavet med CGI-teknik blev sendt i japansk fjernsyn fra 11. oktober 2014 til 28. marts 2015. Serien med den japanske titel titlen Sanzoku no Musume Roonya (Røverdatteren Ronja) er produceret af Dwango, NHK, NHK Enterprises, Polygon Pictures og Studio Ghibli. Serien er instrueret af Goro Miyazaki efter manuskript af Hiroyuki Kawsaki.